# Josef Kiss
József Kiss (Ittebei és Eleméri Kiss József, ur. 26 stycznia 1896, zm. 24 maja 1918) – węgierski lotnik, as myśliwski lotnictwa austro-węgierskiego z okresu I wojny światowej. Odniósł 19 zwycięstw powietrznych.

## Życiorys
Węgier z pochodzenia, urodzony w Pozsonyu (obecnie Bratysława). Wkrótce po wybuchu I wojny światowej wstąpił do armii austro-węgierskiej i 26 października 1914 wyruszył na front w Karpatach przeciwko Rosji w składzie 72. pułku piechoty. Został tam raniony i odesłany na leczenie, po którym uzyskał zgodę na przeniesienie do lotnictwa.
Po ukończeniu kursu pilotażu w kwietniu 1916 Kiss został przydzielony do eskadry rozpoznawczej Fliegerkompagnie 24 (w skrócie Flik 24), operującej w południowym Tyrolu z lotniska Pergine, w składzie 11. Armii. Wykonywał tam loty rozpoznawcze i bombowe na samolotach rozpoznawczych Hansa-Brandenburg C.I. 20 czerwca 1916 załoga Kissa zestrzeliła pierwszy samolot – włoski bombowiec Farman MF, a w sierpniu i wrześniu dwa ciężkie bombowce Caproni Ca 1 (we wszystkich przypadkach samoloty te zestrzelili obserwatorzy latający z Kissem, lecz zestrzelenia szły na konto załogi). Jako wyróżniający się pilot, Kiss w czerwcu 1917 otrzymał przybyły do jednostki myśliwiec Hansa-Brandenburg D.I i z uwagi na rozpoczętą ofensywę włoską przydzielony został do improwizowanej eskadry alarmowej Oberleutnanta Elsslera. 10 czerwca 1917 Kiss zestrzelił pierwszy samolot samodzielnie, a następnie 3 dalsze samoloty, udowadniając swoje właściwe powołanie jako lotnika myśliwskiego. Łącznie w eskadrze Flik 24 odniósł 7 zwycięstw.
W listopadzie 1917 Kiss został przeniesiony do eskadry myśliwskiej Flik 55J. W ciągu kolejnych dwóch miesięcy, latając myśliwcem Oeffag D.III, zestrzelił tam 12 włoskich samolotów – większość z nich zespołowo w kluczu z dowódcą eskadry Josefem von Maierem i asem Juliusem Arigim, z którym się szczególnie zaprzyjaźnił. Większość ofiar były to samoloty rozpoznawcze SAML lub bombowce, niewiele było okazji do spotkania myśliwców wroga, lecz mimo to z uwagi na skuteczność, eskadra ta zaczęła być nazywana Kaiser Staffel (eskadra Cesarza).
26 stycznia 1918 Kiss odniósł swoje ostatnie, 19. zwycięstwo. W tym czasie, na froncie włoskim pojawiły się brytyjskie eskadry wspierające Włochów, latające na nowoczesnych myśliwcach Sopwith Camel, o świetnej manewrowości. 27 stycznia Kiss został ciężko raniony w starciu z 3 brytyjskimi Camelami, lecz zdołał ujść pościgowi i wylądować. Po leczeniu szpitalnym, powrócił do jednostki, lecz 24 maja 1918, lecąc myśliwcem Phönix D.IIa  został zestrzelony przez jednego z Cameli 66 Dywizjonu RFC (okoliczności zestrzelenia podawane są rozbieżnie). Łącznie odniósł 19 zwycięstw powietrznych, zdobywając 2 złote i 3 srebrne Medale Waleczności. Dopiero pośmiertnie został awansowany z sierżanta sztabowego (Stabsfeldwebel) na oficera – porucznika (Leutenant), co było wyjątkową praktyką w armii austro-węgierskiej; pośmiertnie też otrzymał trzeci złoty Medal Waleczności.